# O Fantasma
O Fantasma é uma tira de jornal do gênero aventura criada pelo roteirista Lee Falk (também criador do Mandrake) e o desenhista Ray Moore, contando as aventuras de um combatente do crime, mascarado e usando uma roupa característica. O personagem atua em um fictício país africano chamado Bangalla. A série começou a ser publicada em jornais diariamente em 17 de fevereiro de 1936, e aos domingos, como edição colorida, em maio de 1939, continuando até 2006.
Falk trabalhou na tira até sua morte em 1999; atualmente, Tony DePaul roteiriza e Mike Manley (de segunda-feira a sábado) e Terry Beatty (domingo) desenham a tira.  Antes Ray Moore, Wilson McCoy, Bill Lignante, Sy Barry, George Olesen, Keith Williams, Fred Fredericks, Phil Davis, Graham Nolan e Eduardo Barreto a desenharam. Na tira, o Fantasma foi vigésimo primeiro em uma linha de combatentes do crime que começou em 1536, quando piratas mataram o pai do marinheiro britânico Christopher Walker. Após jurar ao crânio do assassino de seu pai que lutaria contra o mal, Christopher começou o legado do Fantasma que passaria de pai para filho. Apelidos para o Fantasma incluem "O espírito que anda" e "O Homem que não pode morrer".
Ao contrário de outros heróis fantasiados da ficção, o Fantasma não tem superpoderes e confia em sua força, inteligência e imortalidade de renome para derrotar seus inimigos. O vigésimo primeiro Fantasma é casado com Diana Palmer; eles se conheceram quando ele estudou nos Estados Unidos e têm dois filhos, Kit e Heloise. Ele tem um lobo treinado, chamado Capeto, e um cavalo chamado Herói. Como os Fantasmas anteriores, ele vive na antiga caverna do crânio.
O Fantasma foi o primeiro herói fictício a  vestir um traje colante que se tornou uma marca registrada dos super-heróis de histórias em quadrinhos, e foi a primeira série a mostrar uma máscara sem pupilas visíveis (outro padrão de super-heróis). O historiador de histórias em quadrinhos Peter Coogan descreveu o Fantasma como uma figura "de transição", uma vez que o Fantasma tem algumas das características de heróis de revistas pulp como The Shadow e The Spider, bem como antecipar as características de super-heróis de quadrinhos como Superman, Batman e Capitão América.

## Características
O Fantasma usa uma máscara preta e um uniforme roxo.
Editores que publicaram as histórias antes de 1939 escolheram a cor segundo as suas preferências ou possibilidades gráficas. Então, à volta do mundo, o herói tem cores diferentes, como azul na Escandinávia, vermelho na Itália, Brasil e Espanha, marrom na Nova Zelândia e roxo no resto do mundo.
O Fantasma carrega ainda duas pistolas calibre .45 ACP no seu cinturão de couro preto com uma fivela imitando uma caveira, a sua marca característica.

## Localização
Fã d’O Livro da Selva de Rudyard Kipling,  Falk situou o país fictício de Bengali no sudeste asiático, próximo a Índia, uma possível alusão à região real da Bengala; logo em seguida, mudaria para a África, e o nome do país mudou para Bangalla.

## Revistas em quadrinhos

### Nos Estados Unidos
Nos Estados Unidos, uma grande variedade de editoras publicou o Fantasma ao longo dos anos.  Durante a década de 1940, a David McKay Publications reimprimiu as tiras na revista Ace Comics.  Na década de 1950, a Harvey Comics publicou-o.
Em 1962, a Gold Key assumiu o comando, seguida pelo King Comics (selo da própria King Features) em 1966 e Charlton Comics em 1969. Isso durou até 1977, com um total de 73 edições publicadas. Alguns dos principais artistas que trabalharam com personagem nessa época foram Bill Lignante, Don Newton, Jim Aparo e Pat Boyette.
A DC Comics publicou uma revista do personagem de 1988 a 90. Peter David escreveu e Joe Orlando e Dennis Janke desenharam a primeira minissérie (de maio a agosto 1988). Mark Verheiden escreveu e Luke McDonnell desenhou a série seguinte, que teve 13 edições (março de 1989 a março de 1990).
Na DC, o Fantasma combatia temas atuais: racismo, a fome, drogas, dumping, e a pirataria moderna. De acordo com Verheiden, a série terminou por causa de problemas com o licenciamento e baixas vendas. As últimas páginas da edição 13 mostram o Fantasma casando-se com Diana Palmer. Em 1987, a Marvel Comics fez uma minissérie de quatro edições com base na série animada Defenders of the Earth, escrita por Stan Lee (#1) e Michael Higgins (#2-4), e ilustrada por Alex Saviuk e Fred Fredericks.
Houve também a minissérie em três edições de The Phantom: The Ghost Who Walks (fevereiro a abril 1995). Escrita e desenhada por Dave DeVries e Glenn Lumsden, a série mostra o 22º Fantasma a usar um traje de alta tecnologia. No Brasil, essa minissérie foi lançada pela Editora Saber.
A  Marvel lançou outra minissérie de quatro partes (maio a agosto 1995), desenhada pelo cocriador do Homem-Aranha, Steve Ditko, baseado na série animada Phantom 2040.
Em 2002, a Moonstone Books publicou várias graphic novels do Fantasma.  Publicaram-se cinco livros, escritos por Tom DeFalco, Ben Raab e Ron Goulart. Em 2003, Moonstone publicou uma série de histórias em quadrinhos escrita por Raab, Rafael Nieves e Chuck Dixon, e desenhado por Pat Quinn, Jerry DeCaire, Nick Derington, Rich Burchett e Eric J. Depois de 11 edições Mike Bullock assumiu o roteiro, com desenhos de Gabriel e Carlos Magno Rearte, em 2007, Silvestre Szilagyi tornou-se o artista regular. As histórias de Bullock, muitas vezes apresentam questões da atualidade, com base em conflitos africanos reais. Em um arco da história de 2007, "Invisible Children", o Fantasma luta contra um senhor da guerra fictício chamada "Lo" (vagamente baseado em Joseph Kony).
Em 2006 Moonstone publicou um retcon de origem do Fantasma, Legacy, por Raab e Quinn. Três anos depois, a empresa reintroduziu a série como The Phantom: Ghost Who Walks, começando com a edição 0 (uma releitura de origem do primeiro fantasma).  O objetivo era criar um personagem mais sombrio, mais corajosos e mais realista, similar à versão da década de 1930.
Em 2009, o brasileiro Samicler Gonçalves desenhou Fantasma e Mandrake em The Phantom Annual # 2, que teve roteiro de Mike Bullock e Kevin Grevioux e publicada pela editora Moonstone Books.
Dynamite Entertainment introduziu uma série de histórias em quadrinhos mensal, The Last Phantom, em agosto de 2010.  Scott Beatty escreveu a série e o brasileiro Eduardo Ferigato a desenhou, com capas pintadas por Alex Ross.
Em 2013,  a editora lançou uma minissérie de crossover em cinco edições chamada King’s Watch (onde, assim como na série animada como em Defenders of the Earth, Fantasma se une com Mandrake e Flash Gordon). Essa minissérie foi seguida pela minissérie de cinco edições de 2015, King: The Phantom, em que Lothar (sidekick de Mandrake, como o novo Fantasma, procura o legítimo herdeiro do legado.
Em 2014 Hermes Imprensa anunciou que iria publicar uma minissérie de quadrinhos, escrita por Peter David e ilustrada por Sal Velluto, ainda em 2014, a Dynamite lançou uma nova série de King’s Watch, com história e arte de Jeff Parker e Evan "Doc" Shaner. Em 2015, publicou  outra minissérie como parte da série "King", em comemoração ao centenário do syndicate. Esta série foi escrita por Brian Clevinger e ilustrada por Brent Schoonover.
Para o Free comic Book Day 2015, a Hermes publicou uma revista do Fantasma com a arte por Bill Lignante e amostras da minissérie escrita por Peter David e ilustrada por Sal Velluto.
Em maio de 2016, os heróis da King Features são reunidos novamente em Kings Quest, escrito por Ben Acker e Heath Corson e ilustrado por Dan McDaid.
Em 2024, Mad Cave Studios publicou uma nova revista de Flash Gordon, uma edição encadernada da revista dos Defensores da Terra publicada pela Marvel e lançou uma nova revista da equipe.

### Na Austrália

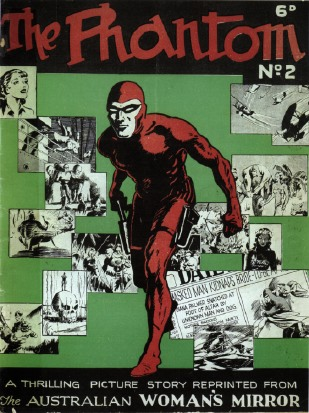
Capa da revista Australian Woman’s Mirror.

Na Austrália, a tira começou a ser publicada em 1936 na revista Australian Woman’s Mirror, em setembro de 1948, ganhou uma revista em quadrinhos pela Frew Publications, que é publicada até os dias atuais.
A editora chegou a publicar dois personagens inspirados no herói: Sir Falcon, cuja origem remete à Idade Média, e Phantom Ranger, um herói de faroeste.

### No Brasil
No Brasil, o personagem foi publicado pela primeira vez em 2 de dezembro de 1936, em capítulos semanais no suplemento A Gazetinha nº 169, do jornal paulistano A Gazeta; em 1937 teve um álbum publicado na coleção Edição Extraordinária de O Correio Universal, posteriormente apareceu em ‘O Globo Juvenil’, O Gibi, quando então era chamado de Fantasma Voador. Com a fundação da RGE, as revistas do Fantasma se tornaram o principal produto e eram compostas de edições de tiras diárias e dominicais. Anos depois foram incluídas HQs da Gold Key, DC Comics e da Charlton Comics adaptadas inicialmente ao formato americano e depois aos formatinhos. Essa editora lançou revista própria em 1953 chamada "Fantasma Magazine". Como a demanda por material do personagem era muito grande, a revista chegou a ter histórias (não creditadas) produzidas no próprio país, desenhadas por Wanderley Mayhe, Walmir Amaral, Júlio Shimamoto, Gutemberg Monteiro e Antonino Homobono.  A revista do personagem também chegou a publicar história da garota das selvas Lorna da Atlas Comics (nome usado pela Marvel Comics na década de 1950). Walmir Amaral também produziu história para a revista do herói em lombada quadrada publicada pela editora Saber.
A RGE publicou duas revistas sobre os heróis da australiana Frew: Em  1950 lançou a revista do Águia Negra dedicada ao Sir Falcon e em 1960, a revista Cavaleiro Fantasma, sobre o Phantom Ranger.

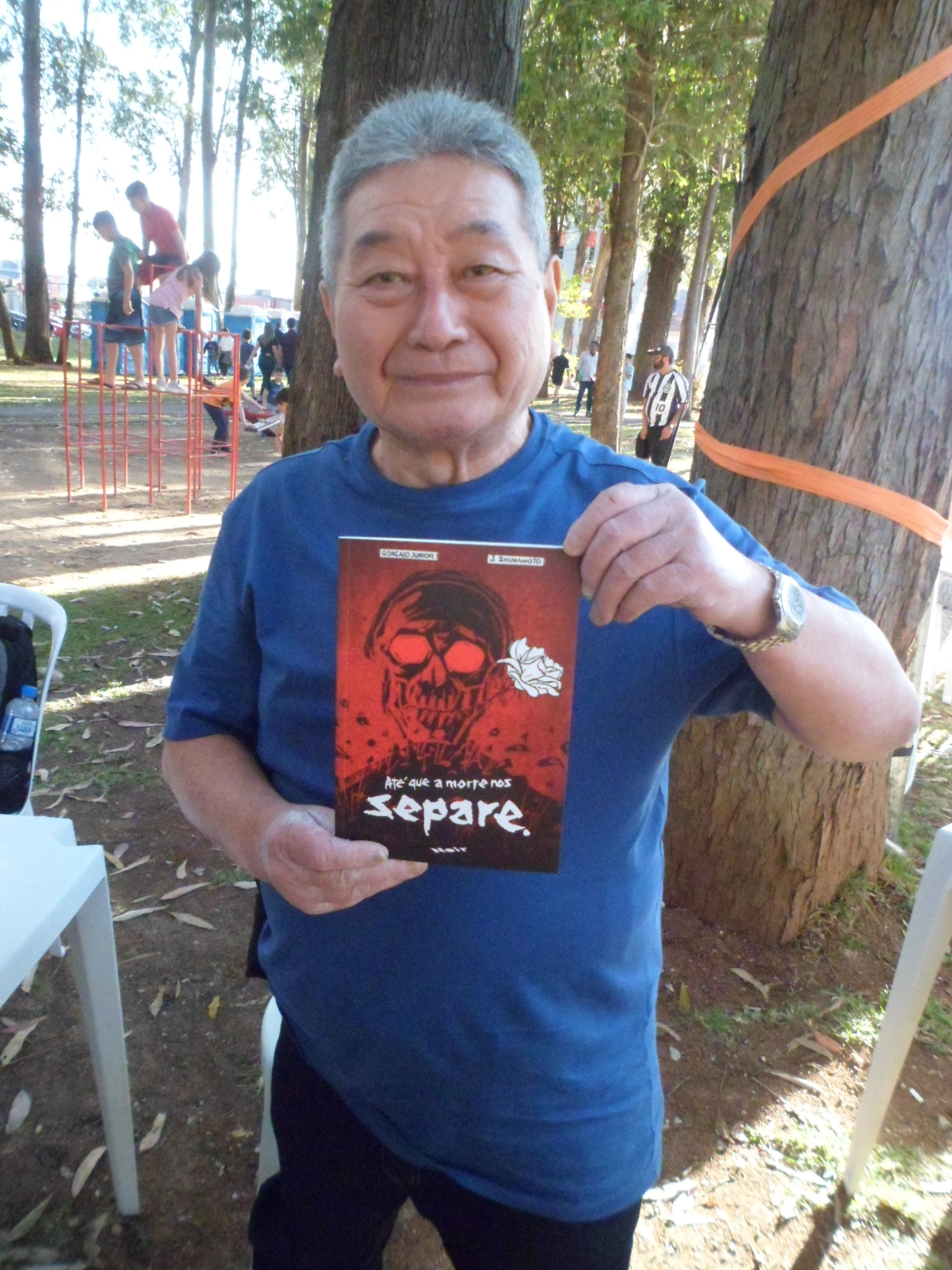
O quadrinhista Júlio Shimamoto foi um dos artistas que desenharam o personagem no Brasil.

Segundo Walmir Amaral, a demanda por material do personagem era tanta que além das histórias americanas e brasileiras, também foram publicadas histórias da Suécia (que também usava material brasileiro), Holanda, Dinamarca e Bélgica. Além de publicações das Organizações Globo (Jornal O Globo, RGE, Editora Globo), o Fantasma teve títulos publicados pelas editoras EBAL, Saber, L&PM, Livraria Civilização, Opera Graphica, Editora Activa (selo da Opera Graphica), Nova Sampa e Mythos Editora.
Pela Opera Graphica, o quadrinista Mozart Couto desenhou diversas capas de revistas do Herói.
Em 2003, o roteirista e editor Franco de Rosa da Editora Opera Graphica, propôs a King Features um projecto de uma revista licenciada do Fantasma em estilo mangá. O projecto não foi aceito pelo syndicate. A Opera Graphica e a Editora Minuano publicaram Fantagor, uma revista no formato de bolso (semelhante aos mangás Editora JBC), com roteiros e arte de Pierre Viegas. Os nomes dos personagens lembram o do universo do Fantasma, e nesse aspecto o Fantagor se aproxima de exemplos como o brasileiro O Judoka e o britânico Marveman/Miracleman, que surgiram nos quadrinhos após os personagens de quem foram inspirados terem tido impedidas a publicação.
O último lançamento da Opera Gráfica antes de encerrar as suas actividades foi o livro teórico "Fantasma - Biografia Oficial do Primeiro Herói Fantasiado dos Quadrinhos" escrito por Marco Aurélio Lucchetti e organizada por Franco de Rosa (um dos proprietários da editora) e lançado em junho de 2009.
Em 2011, a Editorial Kalaco (também pertencente a Franco de Rosa) publicou uma edição de luxo do "Casamento do Fantasma". A edição compila as tiras diárias e dominicais desenhadas por Sy Barry e André LeBlanc, e narrado o casamento de Kit Walker e Diana Palmer, tendo dentre os convidados outros personagens criados por Lee Falk: Mandrake, Lothar e Princesa Narda.  A RGE já publicara a história em edição especial no final da década de 70. Em agosto de 2013, a Pixel Media, selo de quadrinhos da Ediouro Publicações, publica o álbum "Piratas do Céu: A Saga Completa", em abril de 2014, publica um novo álbum "O Fantasma vai à guerra", em julho do mesmo ano, o jornal carioca Extra da Infoglobo começa a publicar as tiras diárias clássicas do personagem ao lado de outra tira longeva, Recruta Zero de Mort Walker.
Em abril de 2016, a Mythos Editora publicou Kings Watch – Defensores da Terra.
Em 2019, a editora lança várias publicações do Fantasma, as revistas Crônicas do Fantasma com tiras de jornais originais e O Fantasma, com histórias atuais produzidas Suécia, além do encadernado Em Busca Da Cidade Perdida, com roteiros de Peter David e desenhos de Sal Velluto.

## Literatura
A primeira tentativa de adaptar o personagem em livros, foi feito pela Whitman Publishing Company na coleção de Big Little Books, que adaptaram arcos de histórias publicadas nas tiras produzidas por Lee Falk e Ray Moore. O primeiro livro foi publicado em 1936 e o último em 1947.
Os livros da coleção foram:
1. The Phantom
2. The Phantom & the Sign of the Skull
3. The Phantom & Desert Justice
4. The Return of the Phantom
5. The Phantom & the Sky Pirates
6. The Phantom & the Girl of Mystery[51]

Entre 1972 e 1975 foi publicada a série A História do Fantasma com 15 números. Em Portugal foram publicados 4 números pela Portugal Press e uma edição pirata supostamente da Agência Portuguesa de Revistas.
1. "The Ghost Who Walks"	Lee Falk	1972
2. "The Slave Market of Mucar"	Basil Copper	1972
3. "The Scorpia Menace"	Basil Copper	1972
4. "The Veiled Lady"	Frank S. Shawn	1973
5. "The Golden Circle"	Frank S. Shawn	1973
6. "The Mysterious Ambassador"	Lee Falk	1973
7. "The Mystery of the Sea Horse"	Frank S. Shawn	1973
8. "The Hydra Monster"	Frank S. Shawn	1973
9. "Killer's Town"	Lee Falk	1973
10. "The Goggle-Eyed Pirates"	Frank S. Shawn	1974
11. "The Swamp Rats"	Frank S. Shawn	1974
12. "The Vampires and the Witch"	Lee Falk	1974
13. "The Island of Dogs"	Warren Shanahan	1975
14. "The Assassins"	Carson Bingham	1975
15. "The Curse of the Two-Headed Bull"	Lee Falk	1975

Em 2007, a Moonstone Books lançou uma série de contos inéditos.

## Cinema

### Seriados

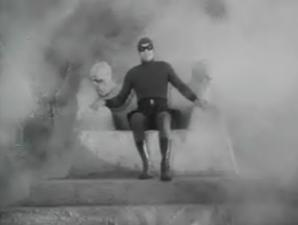
O Fantasma no seriado de 1943.

Em 1943, a Columbia Pictures, inspirada no sucesso dos quadrinhos, resolveu fazer o seriado The Phantom, sob direção de B. Reeves Eason e estrelado por Tom Tyler. O seriado teve 15 capítulos. O estúdio planejou uma sequência, contudo, descobriu que os direitos haviam expirados, o projeto foi alterado e se tornou o seriado The Adventures of Captain Africa, lançado em 1955 e estrelado por John Hart.

### Filmes
Em 1996, é lançado o filme The Phantom, estrelado por Billy Zane.

## Televisão
Em 1972, apareceu no longa-metragem de animação Popeye Meets the Man Who Hated Laughter, exibido como parte do The ABC Saturday Superstar Movie, ao lado de Popeye e outros personagens de tiras distrbuídas pela  King Features: Katzenjammer Kids, Príncipe Valente, Barney Google e Snuffy Smith, Blondie, Recruta Zero, Flash Gordon, Mandrake, Little Iodine, Little King, Hi and Lois, Henry, Steve Canyon, Tiger e Tim Tyler's Luck.
Em 1986, o desenho animado Defenders of the Earth mostrou Fantasma em ação com seus colegas do King Features Syndicate, Flash Gordon e Mandrake.  Em 1994, a Hearst Corporation apresentou uma série futurista do Fantasma em desenho animado, Phantom 2040.
Em 2010, o canal americano Syfy exibiu em uma mini-série de dois episódios estrelada por Ryan Carnes, logo depois, a mini-série foi lançada em um DVD totalizando três horas.